# Юнес Талеб
Юнес Талеб (народився 7 лютого 2002 року) — український підприємець та маркетинговий експерт, власник кількох компаній, одна з яких здійснює монетизацію та просування мобільних застосунків.
У 2014 році, у віці 12 років, він заснував свій перший сервіс, який дозволяв користувачам обмінюватися файлами та заробляти на цьому гроші. Сервіс виплатив своїм партнерам понад 2 000 000 доларів.
У 18 років він став видавцем мобільних додатків в App Store. Через кілька років річний дохід компанії від мобільних додатків перевищив 5 000 000 доларів.
UAPP.AI здійснює паблішинг, монетизацію та просування мобільних застосунків. Основний метод монетизації — мобільні підписки. У компанії працює понад 50 осіб. На сьогодні компанія успішно запустила понад 50 застосунків. Мобільні додатки, розроблені UAPP, регулярно потрапляють у топ-чарти App Store. Наприклад, Gram AI (фоторедактор) зайняв 15-е місце в США у категорії «Фото та відео».